# 20522 Yogeshwar
20522 Yogeshwar è un asteroide della fascia principale. Scoperto nel 1999, presenta un'orbita caratterizzata da un semiasse maggiore pari a 2,4333347 UA e da un'eccentricità di 0,0263482, inclinata di 11,65030° rispetto all'eclittica.